# Diaboudior Frontière
Diaboudior Frontière est un village du Sénégal situé en Basse-Casamance, à proximité de la frontière avec la Gambie – comme son nom l'indique. Il fait partie de la communauté rurale de Djibidione, dans l'arrondissement de Sindian, le département de Bignona et la région de Ziguinchor.

## Présentation
Le nom Diaboudior vient du nom diola « Kaboudior », qui veut dire s’entre-tuer.

Quartiers (4) :

- Kambagnar : vient du nom diola « Kambenghe », qui signifie entente.

- Djiramba : le quartier était situé dans la forêt.

- Kaissung : vient du mot diola « Kaïssène », qui veut dire montrer.

- Mandouar : le nom vient d’un village où était adopté le fondateur.

Sous-quartiers (7) :

- Alkar Kunda : c’est la maison du chef.

- Bessé : le nom vient d’un village, où était adopté le fondateur de ce sous-quartier.

- Diémé-Kunda : C’est une famille Diémé émigrée d’un autre village.

- Sané-Kunda : C’est le nom de famille de leur grand-mère.

- Badji-Kunda : C’est une famille émigrée d’un autre village.

- Koridiète : C’est le premier quartier à voir du Zina.

- Coly-Kunda : C’est une famille émigrée d’un autre village.

## Histoire
Diaboudior est un ancien village du XIVe siècle, qui a résisté aux envahisseurs diola.

C’est un village Baïnounque sédentaire. Vu la fertilité du sol et ses potentialités économiques, il y a des émigrés qui sont venus s’installer.
Le village possède plusieurs guerriers, dont le premier est Bougathé Diémé du XIVe au XVe siècle. Ses successeurs furent : Samao Diémé du XVe au XVIe siècle et Mantambé du XVIe au XVIIe siècle, Bouka Banna et Amali du XVIIe au XVIIIe siècle et enfin Assimbinbi, qui fut le dernier guerrier. Celui-ci s’est librement convertit à l’islam en prenant le nom de Ansoumana Diémé.

## Géographie
Superficie : 15 km²

Longueur : 5 km

Largeur : 3 km

Diaboudior se situe au Nord de son arrondissement et au Nord Est du chef lieu de sa communauté rurale.

Ce village est limité à :
- l’Est par Djigoudière,

- à l’Ouest par Kayégha,

- au Sud par Balla,

- Nord par Djifanga.

Les terres sont fertiles, les champs cultivables, les pâturages abondants et les forêts denses.

### Population
Lors du dernier recensement (2002), le village comptait 268 habitants et 37 ménages.